# Palacio de Tajhat
El palacio de Tajhat (en bengalí: তাজহাট রাজবাড়ী) es un palacio histórico de Bangladés, que se encuentra en Tajhat, Rangpur. Este palacio ahora se ha convertido en un museo. Tajhat  está situado a tres kilómetros al sureste de la ciudad de Rangpur, en las afueras de la ciudad.
El palacio, de dos plantas, tiene una fachada de casi 76 metros orientada al este. Una ancha e imponente escalera, dispuesta en el centro y pavimentada con mármol blanco importado, conduce directamente a una entrada porticada en la planta primera.
El palacio está coronado por una cúpula cónica estriada situada en el centro de la fachada, sobre un alto tambor octogonal, con una serie de esbeltas semi-columnas corintias adosadas.

## Historia
El palacio fue construido por el Maharaja Kumar Gopal Lal Roy a principios del siglo XX. Se cree que de la apariencia conspicua de su Taj o corona enjoyada, derivó el nombre de Tajhat su estado.
De 1984 a 1991, el palacio se utilizó como sucursal del Tribunal Supremo de Rangpur del Tribunal Supremo de Bangladés. En 1995 el palacio fue declarado monumento protegido por el Departamento de Arqueología de la India. Reconociendo su destacado valor arquitectónico, el Gobierno de Bangladés trasladó el Museo Rangpur al segundo piso del palacio en 2005. La sala principal en la parte superior de las escaleras de mármol tiene una serie de vitrinas que muestran artefactos de terracota de los siglos X y XI. Hay una serie de buenos ejemplos de manuscritos sánscritos y árabes, incluidas copias del Mahabharat, Ramayana y un Corán cuya procedencia se atribuye nada menos que al emperador mogol Aurangzeb. Las habitaciones traseras tienen varios ejemplos de tallas hindúes en piedra negra, principalmente de la deidad Vishnu. La fotografía no está permitida en el propio museo.

## Galería

Exteriores
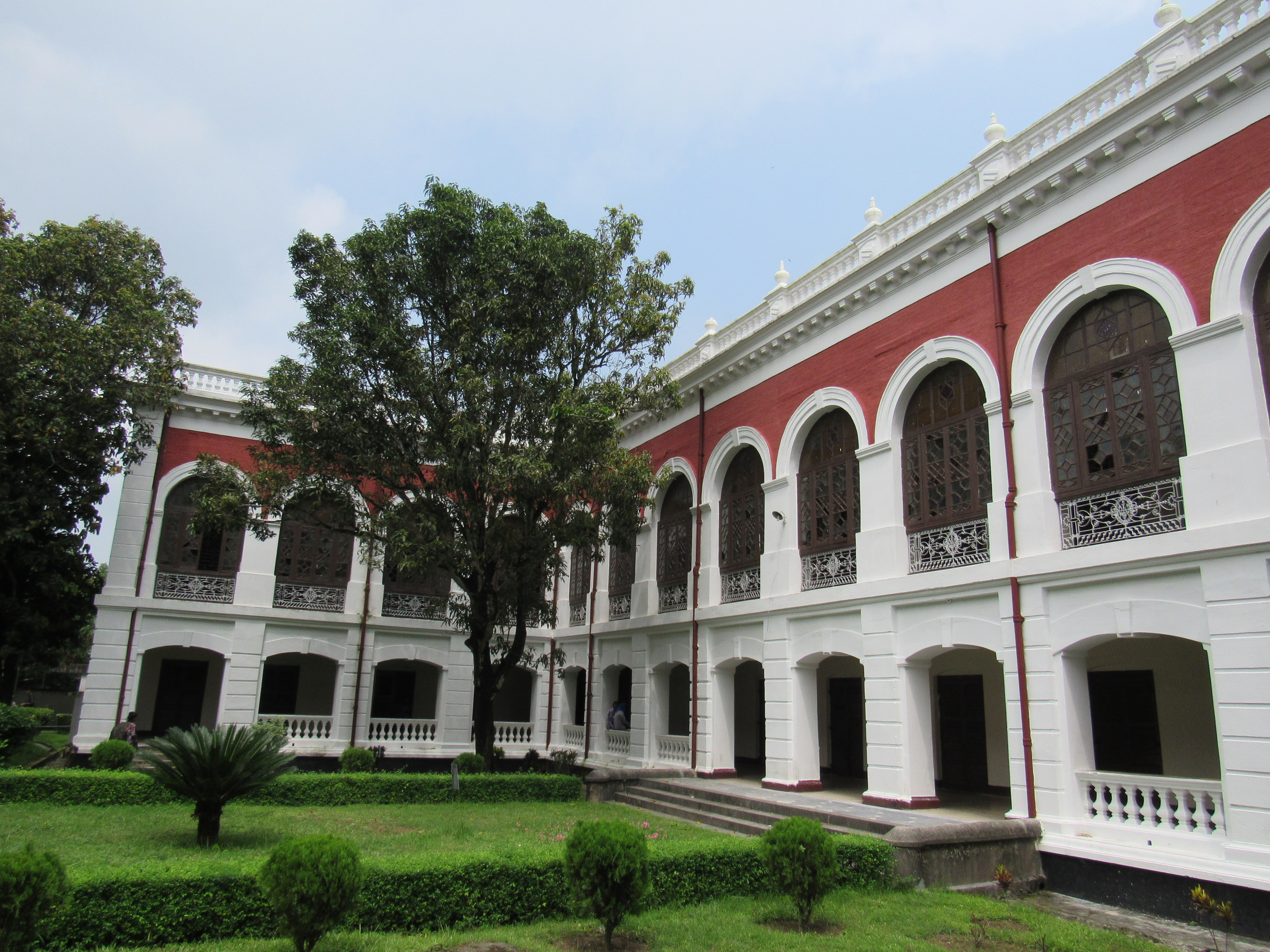
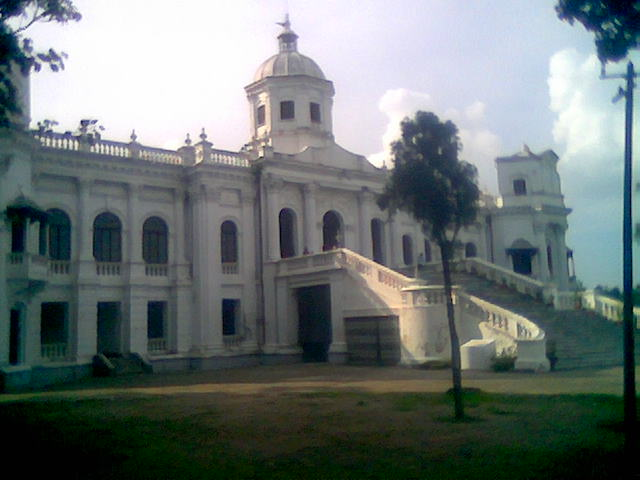
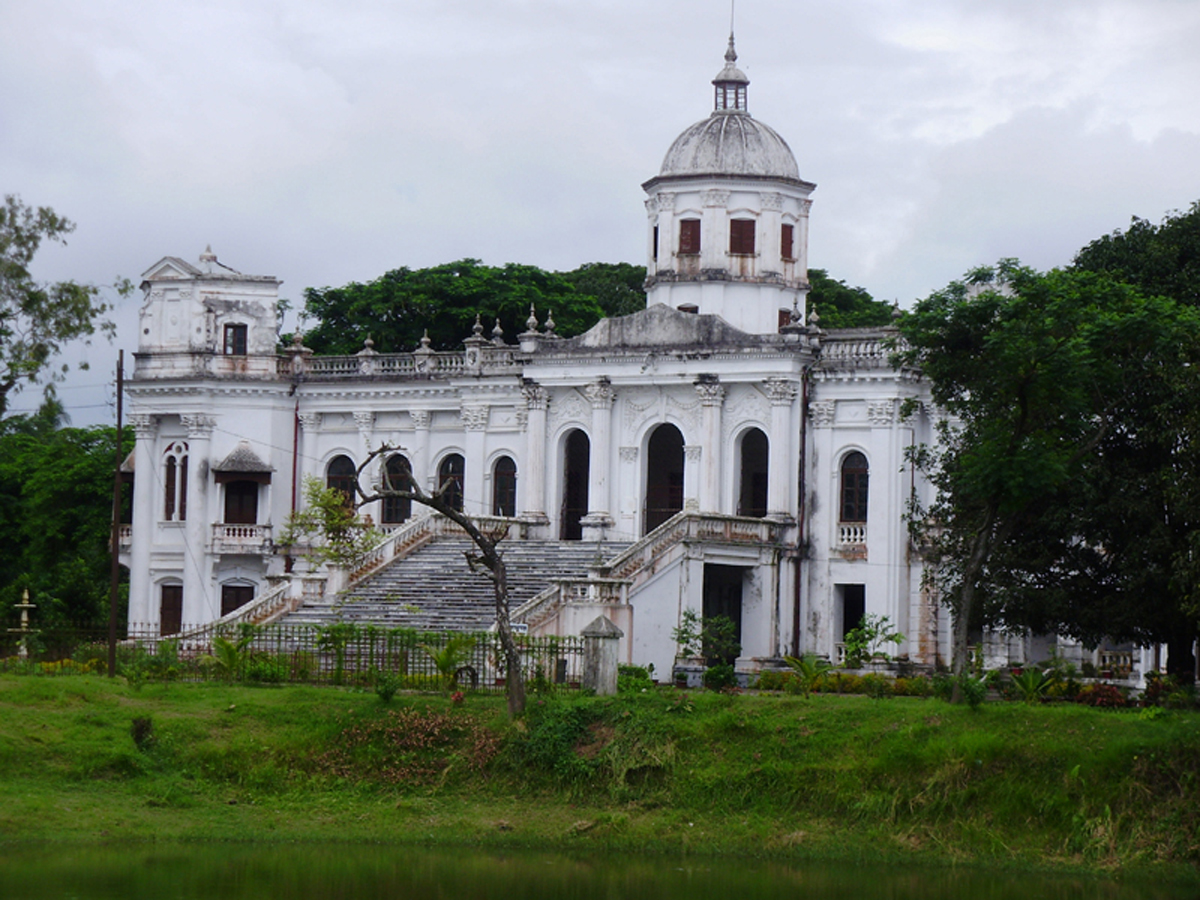
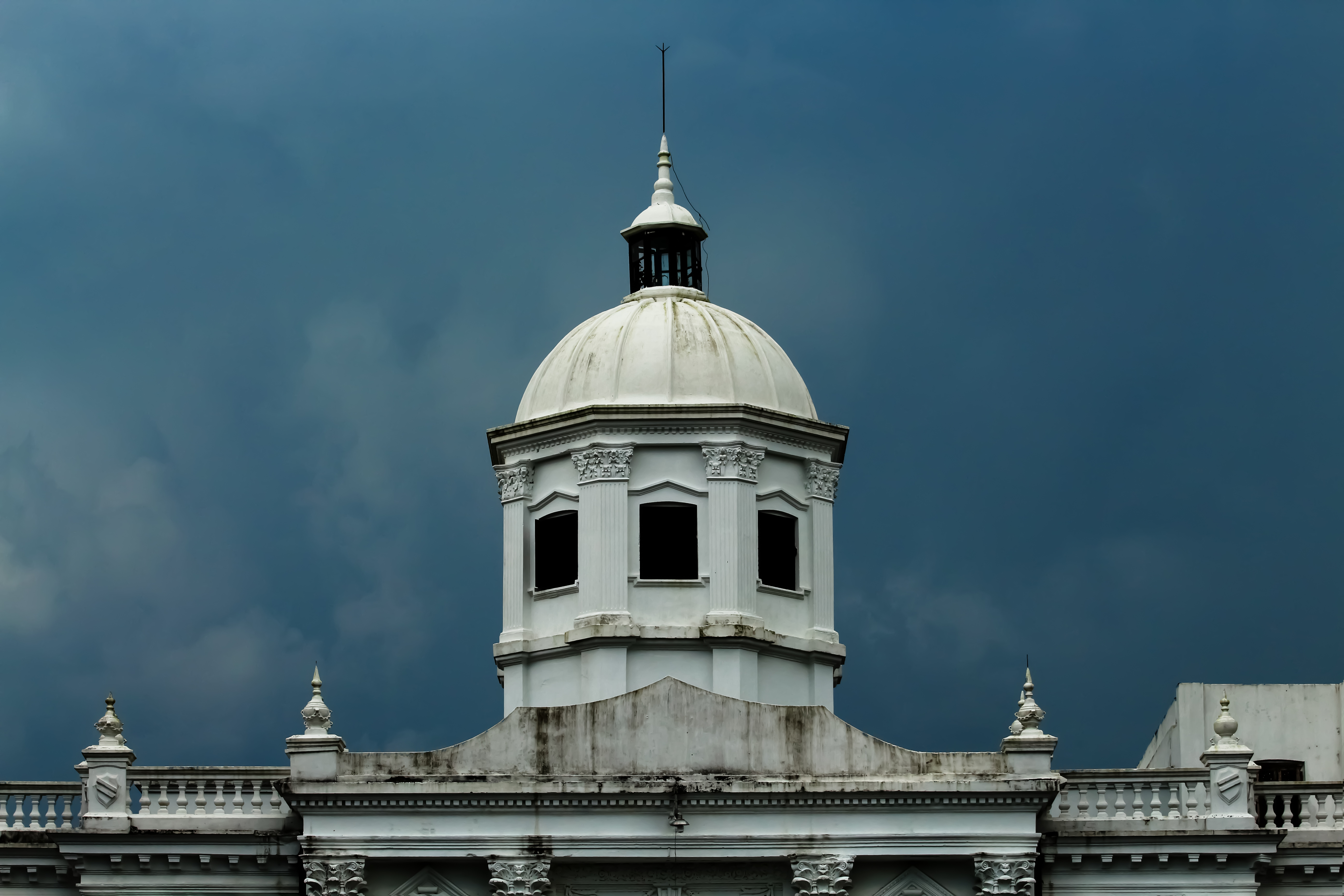

Interiores
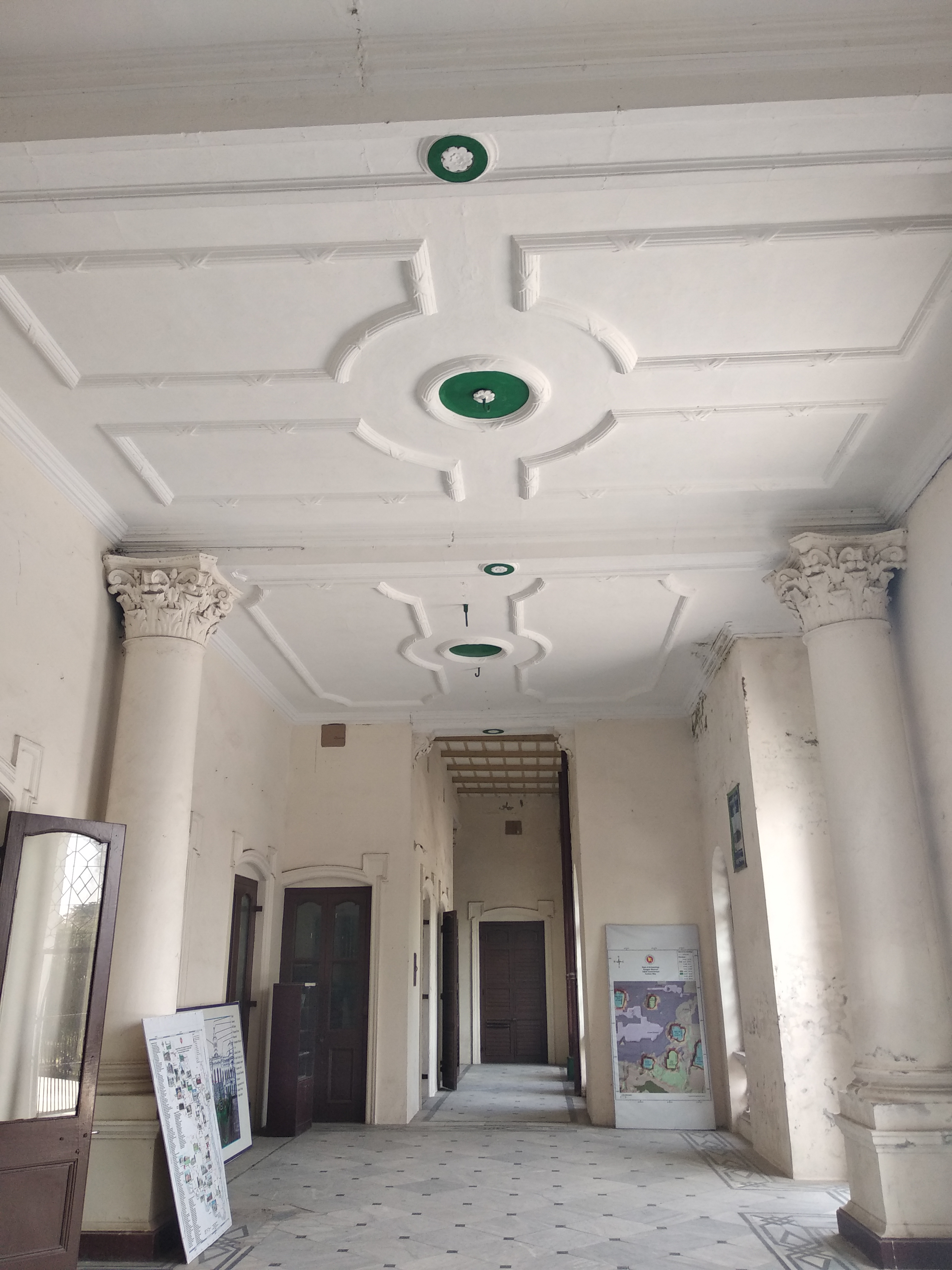
Interior
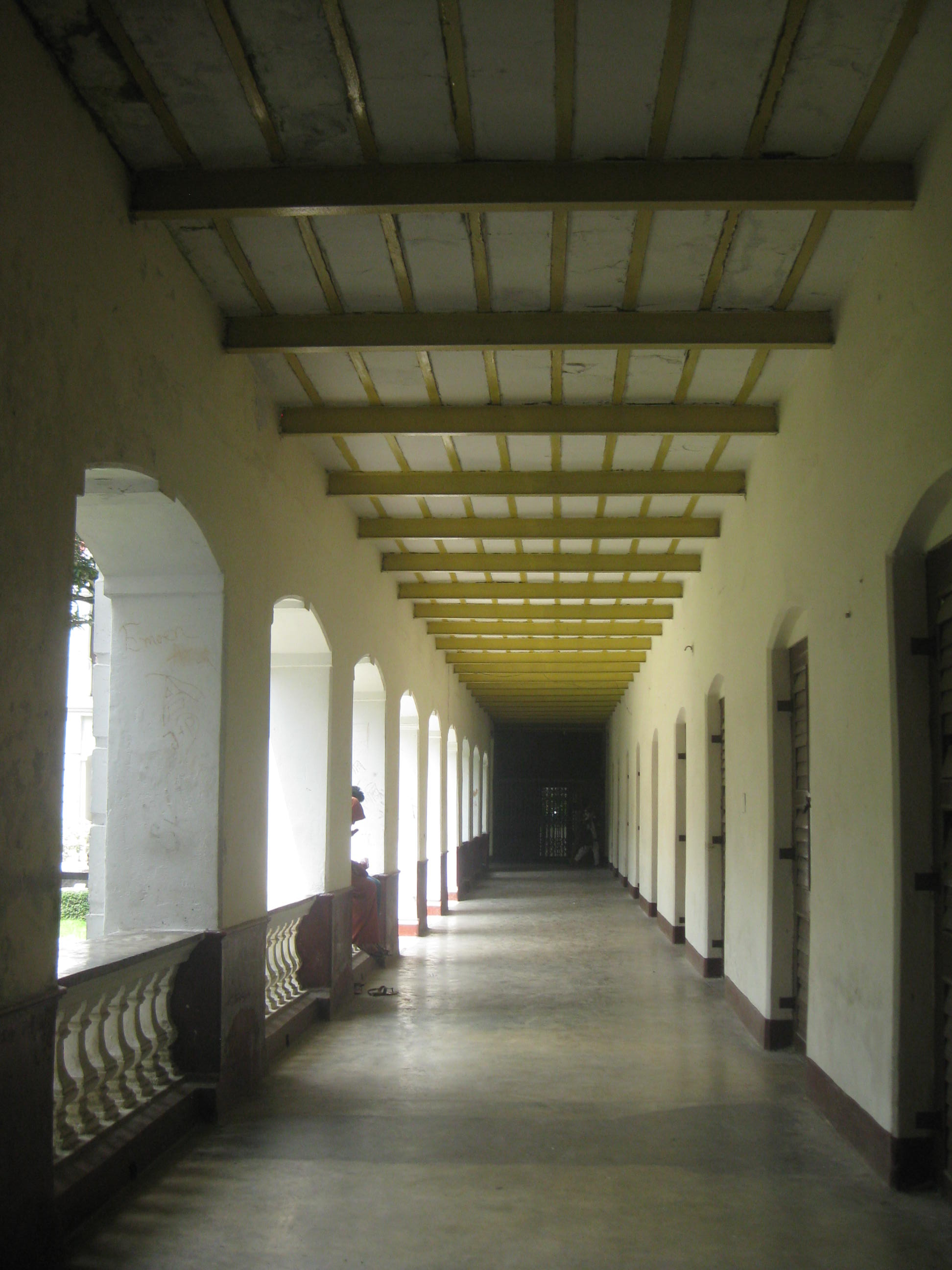
Corredor en la planta baja, dando al patio trasero.
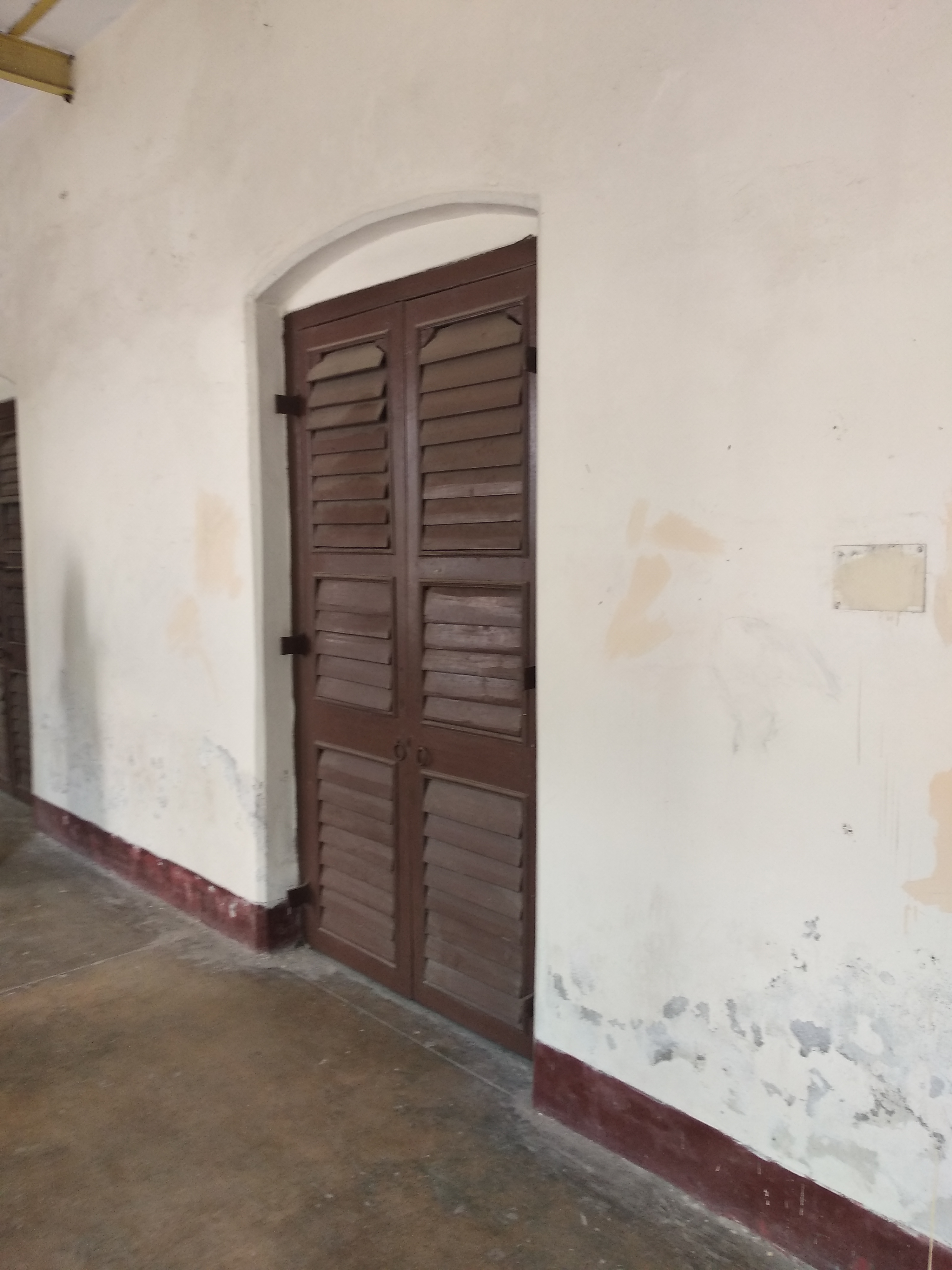
Puerta de madera de unos 200 años
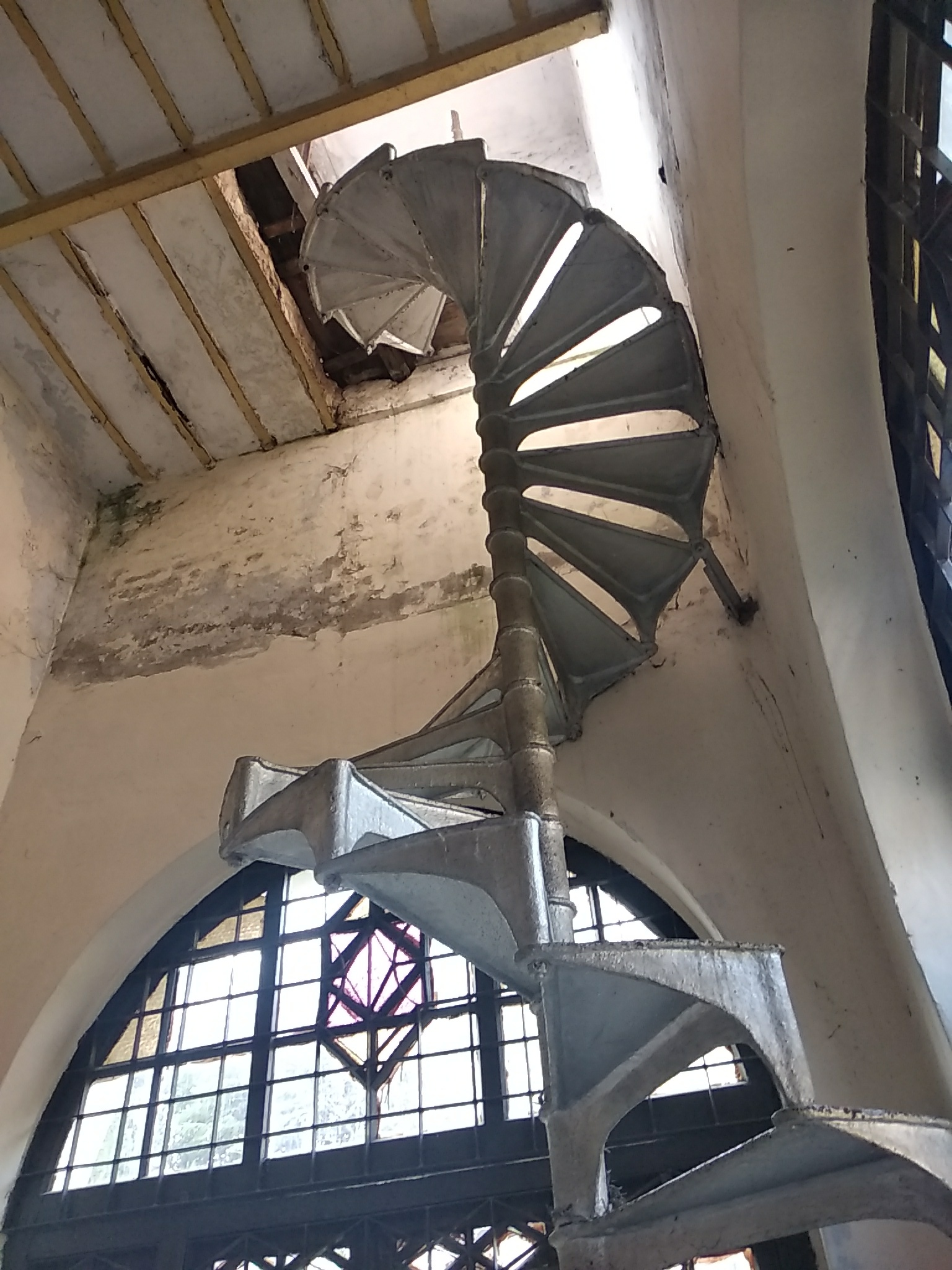
Escalera de caracol de madera de unos 200 años
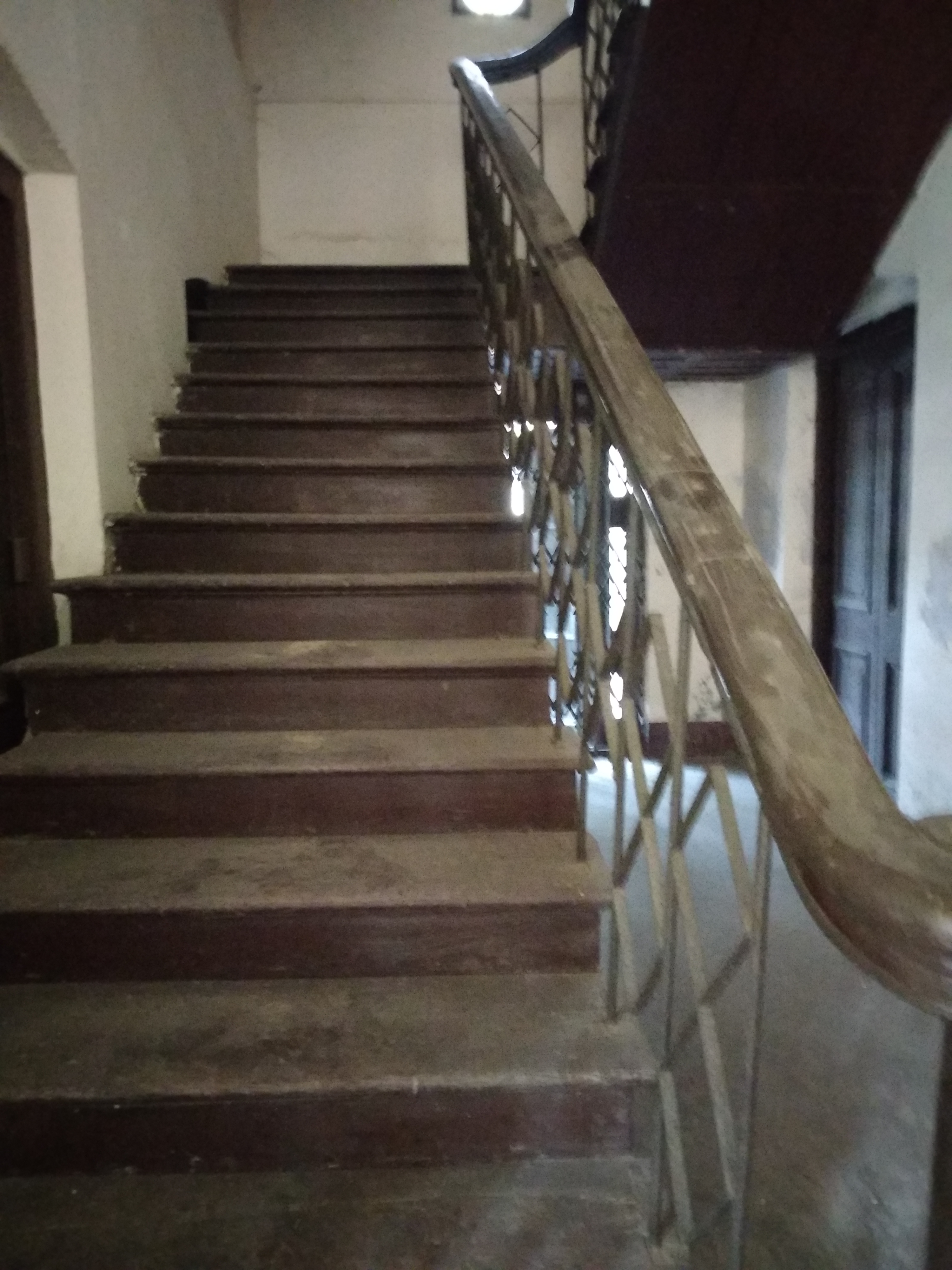
Escaleras de madera de unos 200 años
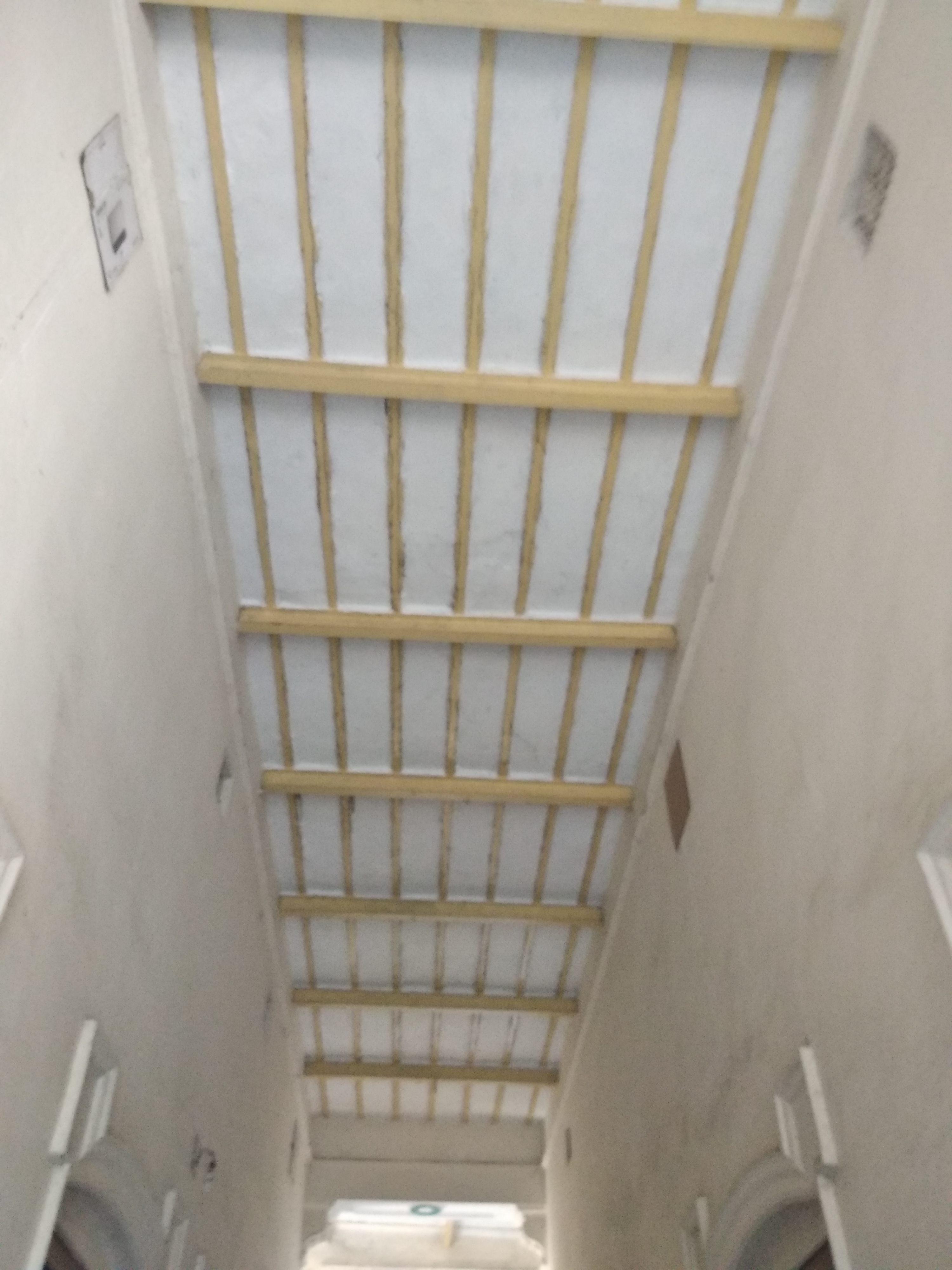
Techos
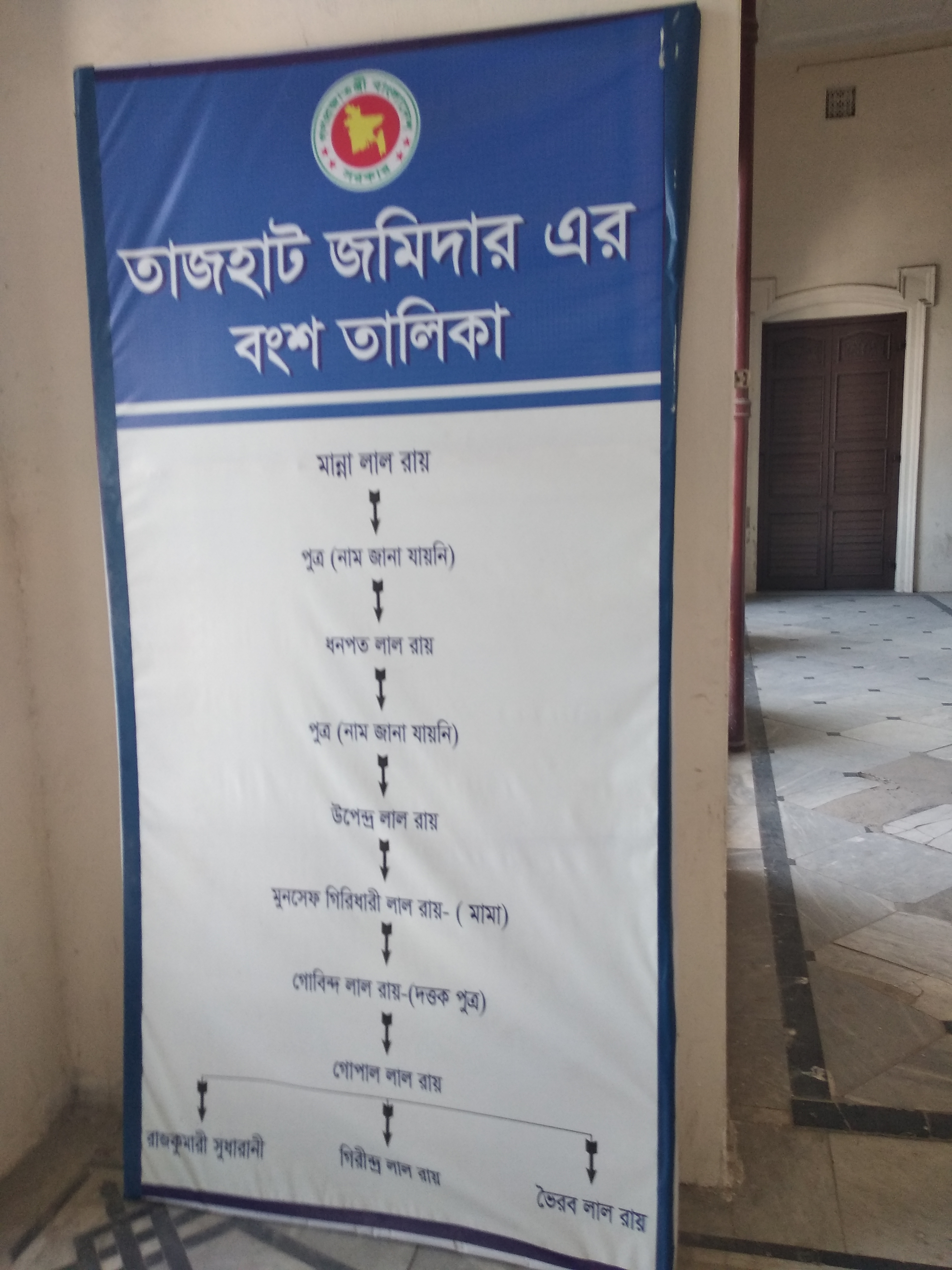
Lista de miembros de la familia
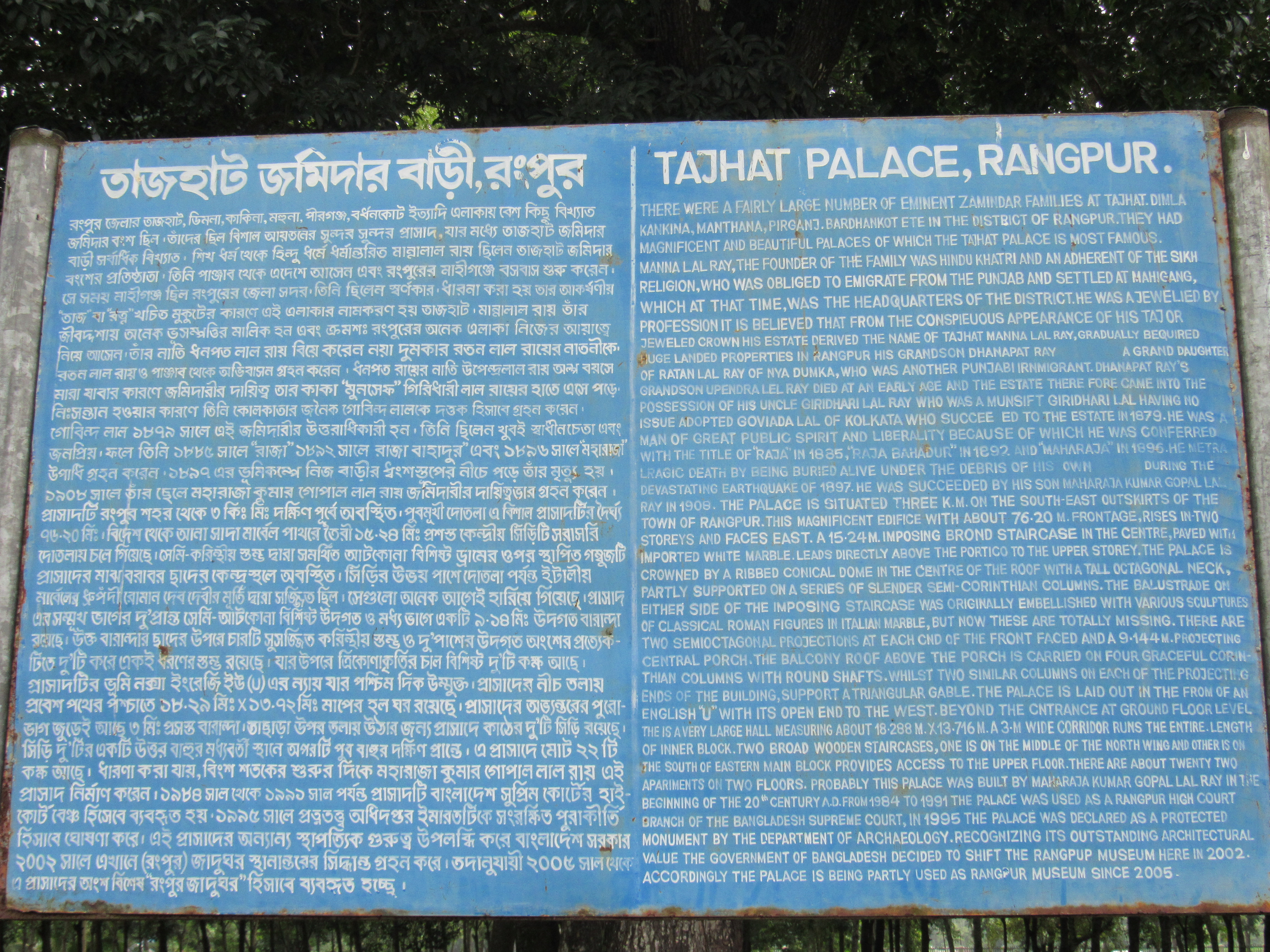